# Kleine bloedsomloop

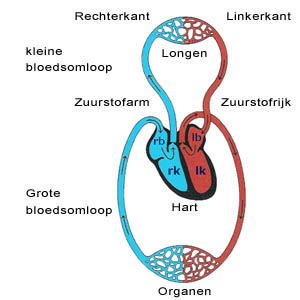
De dubbele bloedsomloop

De kleine bloedsomloop is een van de twee bloedsomlopen in het menselijk lichaam. De kleine bloedsomloop brengt zuurstofarm/koolzuurhoudend bloed van de rechterhartkamer naar de longslagader, van daaruit wordt het in de long-haarvaten geperst. Hier wordt het in het bloed opgeloste kooldioxide (koolzuur) naar buiten gediffundeerd, en zuurstof, eveneens via diffusie, uit de lucht in het bloed opgenomen. Vervolgens wordt de zuurstof, gebonden aan hemoglobine, door het bloed, via de longaders, naar de linker hartboezem getransporteerd. Deze kringloop is de kleine bloedsomloop.
Vanuit de linker hartboezem stroomt het zuurstofrijke bloed vervolgens door de mitralisklep naar de linkerhartkamer. Dit is het begin van de grote bloedsomloop. Vanuit de linkerhartkamer wordt het zuurstofrijke bloed de aorta en verder de grote bloedsomloop ingestuwd. De cellen in de lichaamsweefsels worden zo van zuurstof en voedingsstoffen voorzien. 
De Arabische geleerde Ibn al-Nafis was in 1242 de eerste die de werking van de kleine bloedsomloop en de kransslagader beschreef.